# Stanisław Wyspiański

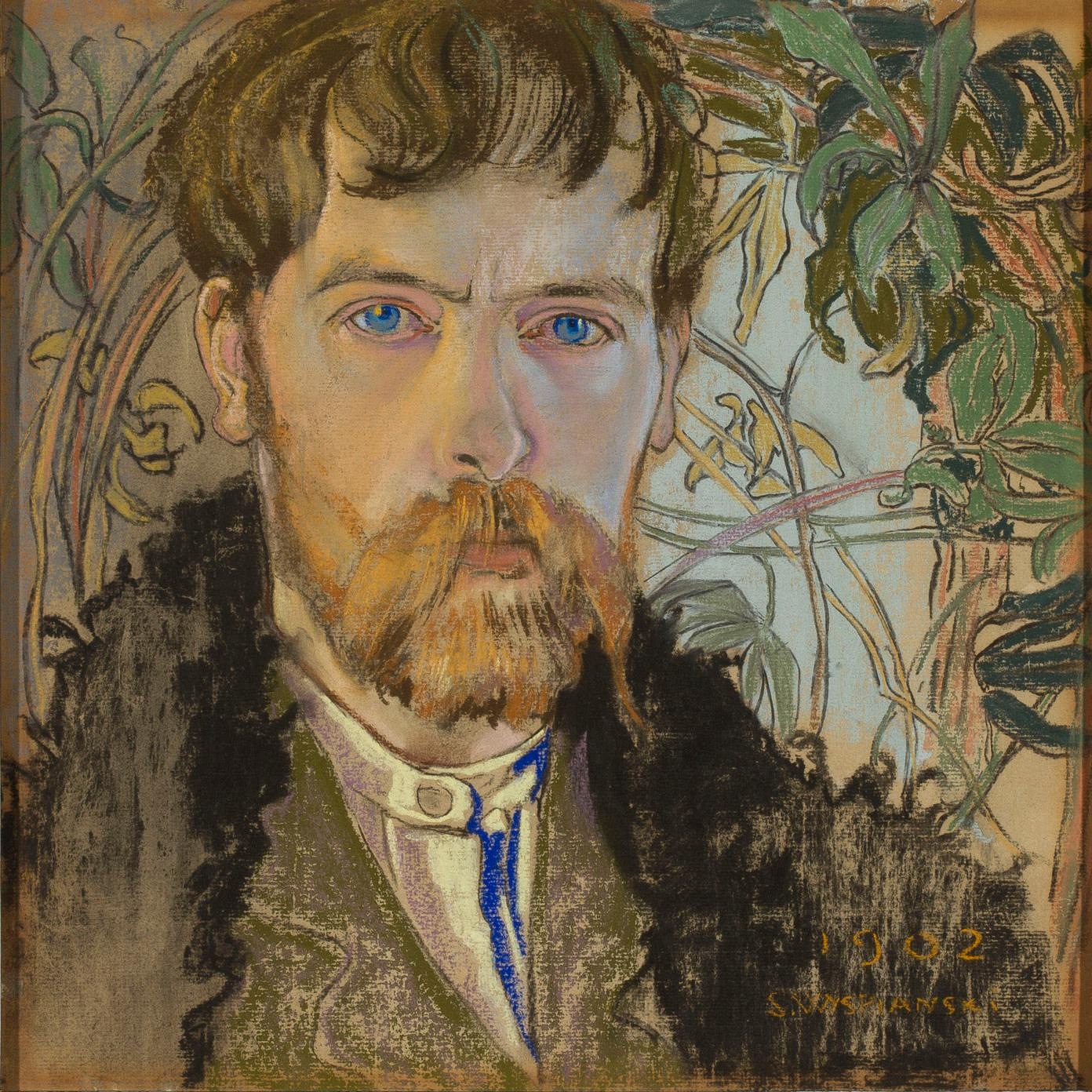
Autorretrato del joven Wyspiański.

Stanisław Mateusz Ignacy Wyspiański (Cracovia, 15 de enero de 1869 - Cracovia, 28 de noviembre de 1907) fue polifacético artista polaco, pintor, ilustrador, diseñador, arquitecto, ebanista, poeta y dramaturgo.

## Trayectoria artística
Nacido en Cracovia, bajo la dominación austro-húngara, Stanisław Wyspiański era hijo del escultor Franciszek Wyspiański y Maria Rogowska, que murió tuberculosa en 1876, momento en que el niño sería adoptado por Joanna Stankiewiczowa y su marido, que cubrieron su formación durante sus primeros años.

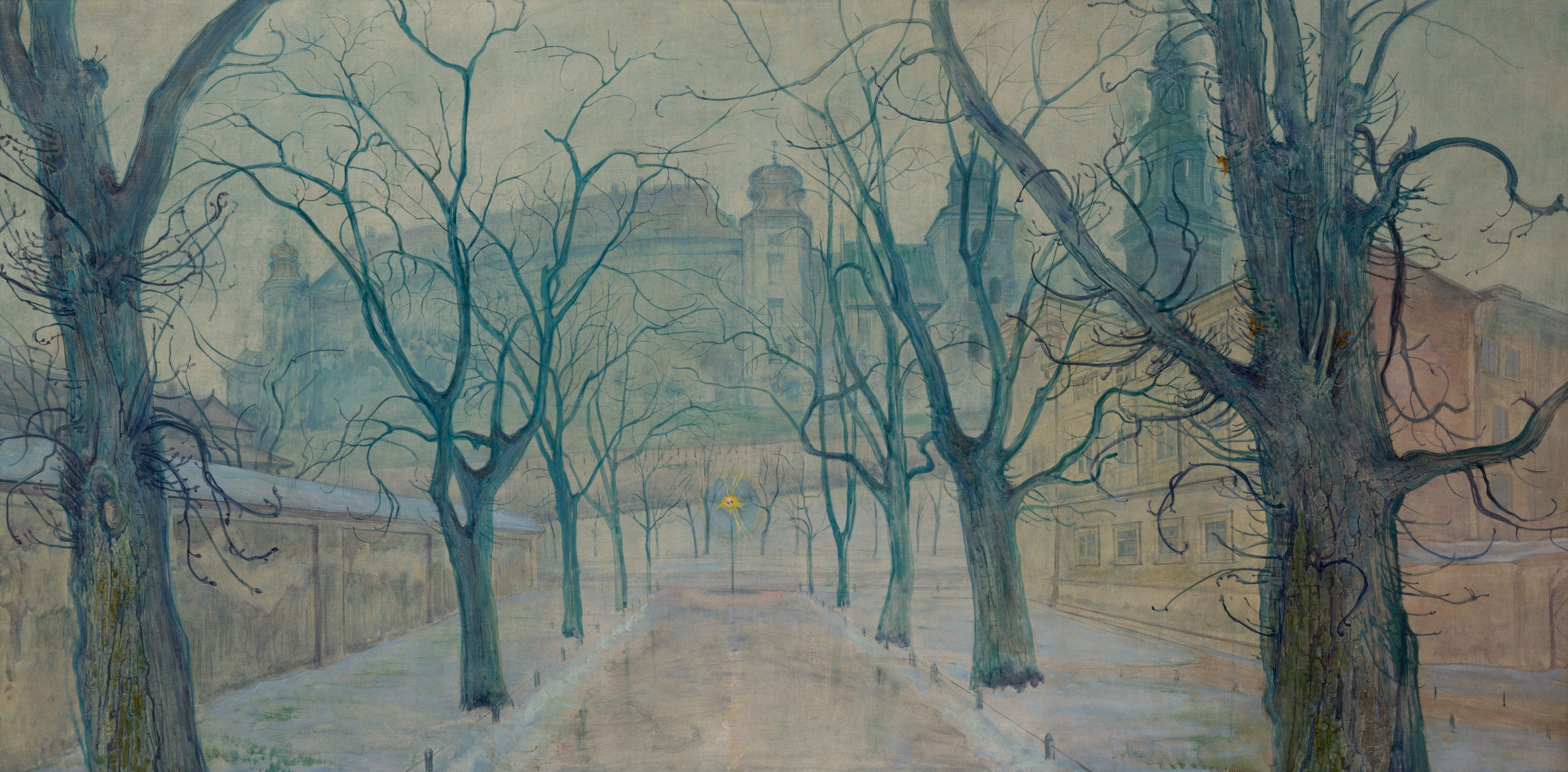
Jardín, 1894

En 1887, Wyspiański estudió en el Departamento de filosofía de la Universidad Jagiellonia así como en la Escuela de Aete de Cracovia, donde recibiría influencia de artistas como  el polaco Jan Matejko. Ya muy joven, viajó por Europa y residió en varios países entre 1890 y 1894 (Italia, Suiza, Alemania, Praga y Francia). En París, pudo tomar contacto con Gauguin y los pintores nabis.

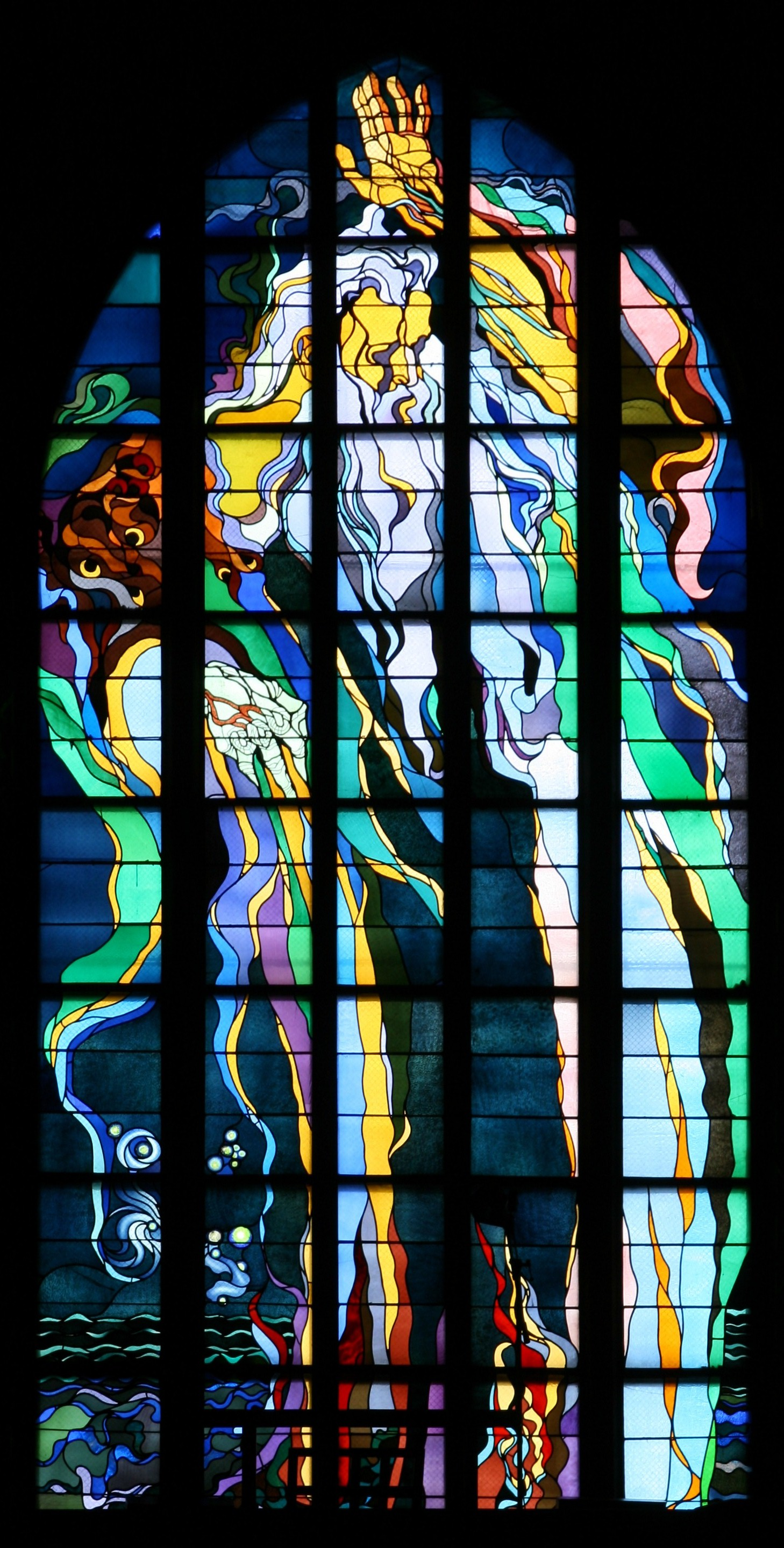
Vidriera de la iglesia de Cracovia

Ya de vuelta a Polonia, Wyspiański desarrolló, hasta 1898, una actividad pictórica que comprendía el dibujo, muy estilizado, de objetos y plantas, así como pinturas de paisajes y retratos. En ellos se aprecia se forma notable el influjo del estilo nuevo vienés; también, posiblemente, cierto peso japonesista por sus viajes por los talleres europeos.
Entre 1898 y 1899, colaboró en la revista Życie, que difundía en Polonia las nuevas tendencias en el arte. Wyspiański mezcló el Art Nouveau con temas de la historia polaca. Enseguida diseñó muebles y tapices.
También realizó las muy famosas vidrieras de la iglesia franciscana de Cracovia, entre 1895 y 1897, donde expresará cierta emoción religiosa y telúrica, pero que son una referencia ilustradora hoy de la evolución del arte en los años de entresiglos. En ese sentido, Wyspiański contribuyó a que la ciudad de Cracovia, que era muy provinciana, empezase un proceso de modernización, que otros completaron enseguida en el siglo XX.
Su nombre se asocia definitivamente a la Joven Polonia (en polaco: Młoda Polska); que Wyspiański promovió los motivos del neoromanticismo, del simbolismo, del impresionismo o del Art Nouveau. En efecto, éste fue un período modernista polaco del arte, de la literatura y de la música, que cubrió desde los años 1890 hasta 1918, aproximadamente; ocupa, pues, la parte fundamental de su breve vida como artista.
En él se aprecia la visión del 'arte total' que muchos artistas habían propiciado, por efecto parcial de Richard Wagner, cuya música conoció en Múnich. De este gran brote artístico saldría luego, entre otros, subvirtiendo el importante movimiento artístico polaco, una figura como Stanisław Ignacy Witkiewicz, escritor y pintor importante en el siglo XX, y no sólo en su país.

## Trayectoria teatral
Además, empezó durante su estancia en París ciertos ensayos teatrales, que no prosperaron en un primer momento.
Sin embargo, retomó luego su actividad como dramaturgo, y desde finales del siglo XIX (se casó en 1900, con la mujer con la que tenía cuatro hijos), de suerte que llegó a renovar de raíz el teatro de su país.
Trabajó febrilmente en este campo dramático, a sabiendas de que su enfermedad le conduciría pronto a la muerte, en 1907. Wyspiański, en efecto, no corregía nada sus textos. Escribió dramas que giraban en torno a la historia polaca, por lo que cobró otro relieve novedoso.

### La boday otras piezas

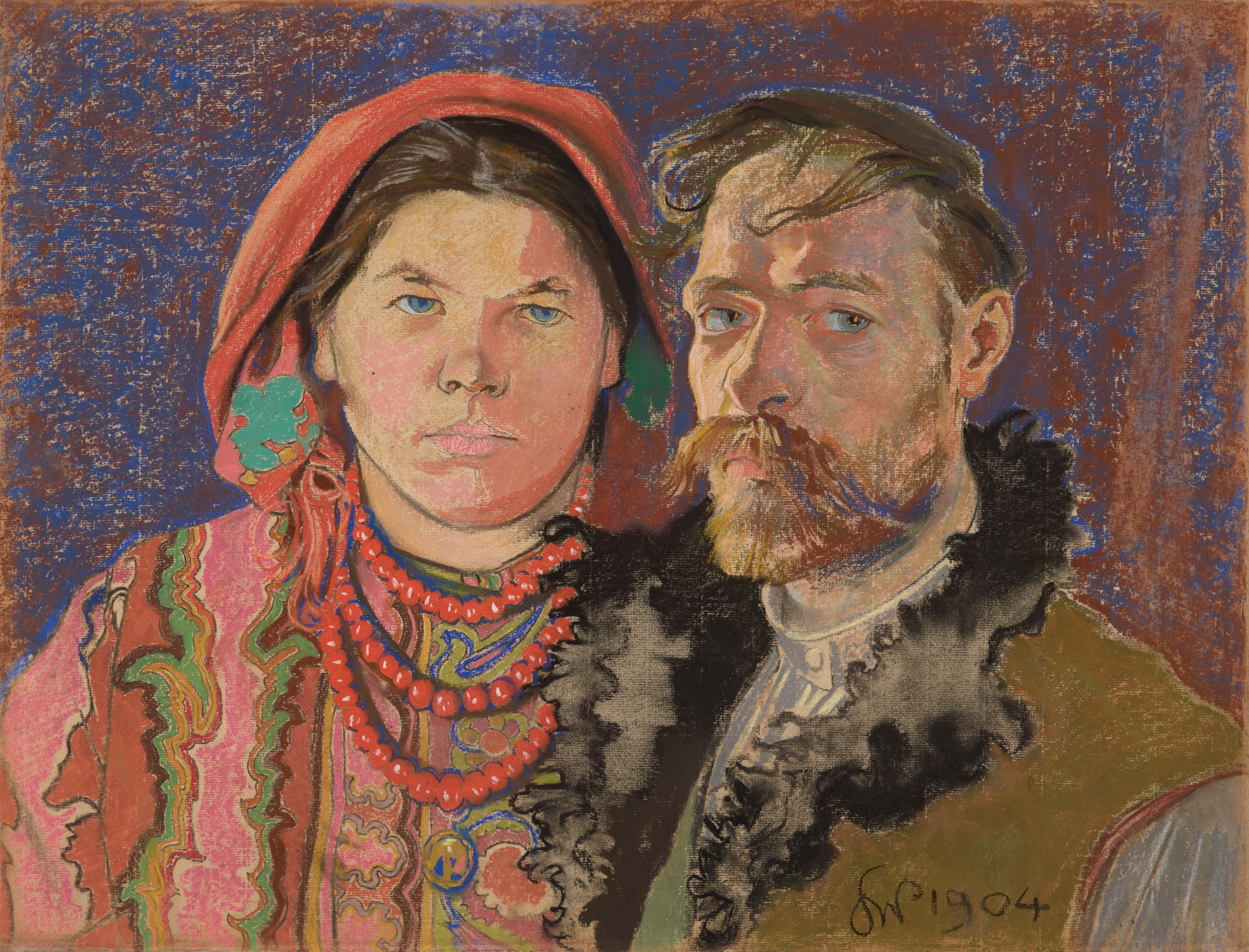
Autorretrato con mujer a la ventana, 1904

Su importante y conocida La boda (1901) es un retrato macabro y sarcástico acerca de la sociedad polaca del siglo XIX, de gran inspiración. Se dice que con ella se el autor pasó de ser un artista moderadamente conocido a un visionario del mundo nacional que le rodeaba: algunos lo comparan con el significado de Yeats en Irlanda, de Eugene O'Neill en América o de Maeterlinck en Bélgica." El texto llegó a ser prohibido, pero la obra siguió representándose.
Luego escribió para la escena Liberación y Leyenda II. Luego trabajó en Skałka y El retorno de Ulises. Por otro lado, profundizó en la tradición teatral, traduciendo él mismo tanto El Cid de Pierre Corneille como Zaira, de Voltaire.
Wyspiański —que renovó la estela de románticos como Adam Mickiewicz, Jułiusz Slowacki y Zygmunt Krasiński, autor de La no-divina comedia— alcanzó indudable protagonismo en la historia del teatro polaco. Pero es que ya en vida alcanzó un halo excepcional, dado el peso moral y político que era propio en los intelectuales de Polonia de su tiempo.

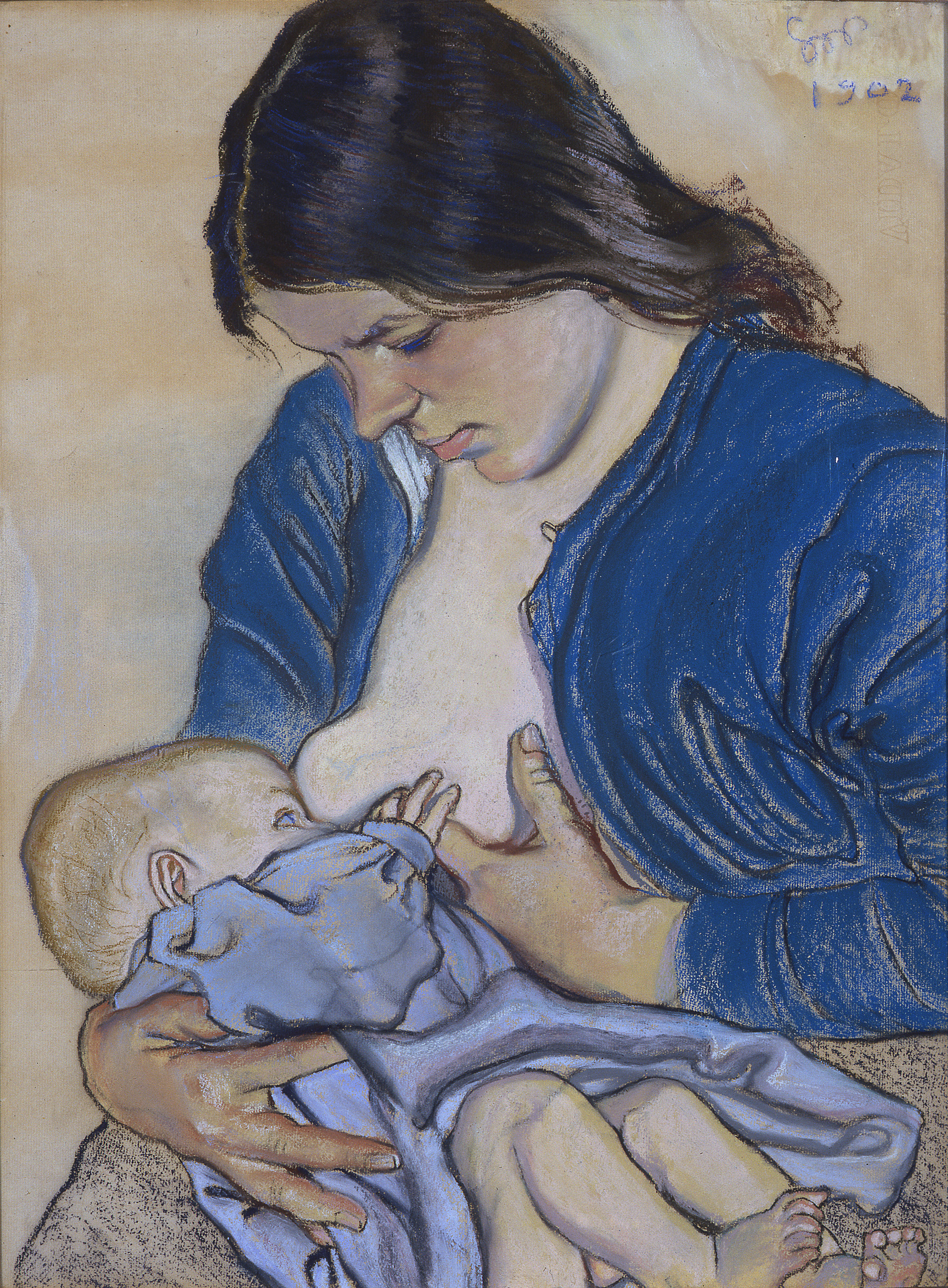
Maternidad, 1905

Murió joven, a los treinta y ocho años, aunque inspiró la reforma teatral de entreguerras; y es más su influjo de mantuvo a lo largo del siglo, por lo que tenía de síntesis entre romanticismo y clasicismo, a lo que se añade el simbolismo de Maeterlinck (unido extrañamente al naturalismo tardío). Por todo ello es una figura capital para las artes y las letras polacas.

## Hamlet
Su Estudio sobre Hamlet, de 1905, el único ensayo de Wyspiański, sigue siendo un clásico maravilloso. Está lleno de ideas teatrales modernas, se mantiene cercano al gran dramaturgo inglés, al que equipara con los más grandes pintores (Durero, Holbein, Brueghel, Teniers, Hals).
Es un texto laberíntico, intrincado, lleno de chispazos geniales, es un libro poemático, biográfico, escenográfico. Ha influido hasta en un crítico teatral polaco de primera categoría como Jan Kott, por sus múltiples sugerencias, impresionistas a veces, sus apuntes sobre la dramaturgia shakesperiana. Y por su compromiso con el presente; pues, como dice Kott: "Wyspiański, a quien Gordon Craig consideraba el artista de teatro más universal, ordenó al Hamlet polaco a pasear por las galerías renacentistas del castillo real de Cracovia. El escenario de la historia imponía al Hamlet polaco de principios de siglo el deber de luchar por la liberación de la nación. Aquel Hamlet era lector de los poetas polacos del romanticismo y de Nietzsche". Pero Wyspiański era, al mismo tiempo, un no romántico, un irónico, alguien distanciado de todo mesianismo.
De ahí que su influjo haya llegado hasta finales del siglo XX: con el montaje de Jerzy Grotowski de su Acrópolis en 1961; las versiones de Andrzej Wajda de Hamlet, en 1960 y 1981; las ideas sobre el teatro de la muerte de Tadeusz Kantor, o ya en el siglo XXI la escenificación de su muerte llevada a cabo por K. Grzegorewski, en 2003.

## Obras
- Warszawianka (1898), Varsoviana
- Klątwa, (1899), La maldición
- Protesilas i Leodamia (1899)
- Meleager (1899)
- Legion (1900)
- Wesele (1901), La boda
- Wyzwolenie, (1903), Liberación
- Weimar 1829, 1904), Fragmento,
- Noc listopadowa, (1904), Noche de noviembre
- Acropolis (1904), Acrópolis
- Skałka (1907)
- Powrót Odysa, (1907), Retorno de Ulises
- Zygmunt August (1907, inacabada)
- Estudio sobre Hamlet (1905), Oviedo, KRK, 2012, ISBN 978-84-8367-358-4.